# Euglenes pygmaeus
Espèce
Euglenes pygmaeus est une espèce de coléoptère de la famille des Aderidae.

## Distribution
Cette espèce est considérée comme très rare en Méditerranée.
Elle également présente en Amérique du Nord et en Suisse.

## Écologie
Cette espèce est inscrite dans la liste des espèces de coléoptères saproxyliques emblématiques de Suisse, où elle possède un indice d'exigence écologique de 2, c'est-à-dire qu'il s'agit d'une espèce exigeante liée à du bois mort de gros diamètre ou à des essences peu abondantes. Il s'agit d'une espèce saproxylique. C'est une espèce nocturne.

## Systématique
Le nom scientifique complet (avec auteur) de ce taxon est Euglenes pygmaeus (De Geer, 1775).
L'espèce a été initialement classée dans le genre Cerambyx sous le protonyme Cerambyx pygmaeus De Geer, 1775.
Euglenes pygmaeus a pour synonymes :
- Aderus pygmaeus (De Geer, 1775)
- Anidorus lokvenci Roubal, 1938
- Cerambyx pygmaeus De Geer, 1775
- Euglenes fennicus Mannerheim, 1843
- Euglenes lokvenci (Roubal, 1938)